# Teuchern
Teuchern (pronunciación en alemán: /ˈtɔɪ̯çɐn/ⓘ) es un municipio situado en el distrito de Burgenland, en el estado federado de Sajonia-Anhalt (Alemania), a una altitud de 175 metros. Su población a finales de 2015 era de unos 100 habitantes y su densidad poblacional, 8200 hab/km². Se encuentra a poca distancia al sureste del río Saale, un afluente por la izquierda del río Elba.
El compositor Reinhard Keiser (1674-1739) nació en esta localidad.